# Saint-Didier, Nièvre
Saint-Didier är en kommun i departementet Nièvre i regionen Bourgogne-Franche-Comté i de centrala delarna av Frankrike. Kommunen ligger i kantonen Tannay som tillhör arrondissementet Clamecy. År 2022 hade Saint-Didier 30 invånare.

## Befolkningsutveckling
Antalet invånare i kommunen Saint-Didier
| Referens: INSEE |